# San Gregorio di Catania
San Gregorio di Catania er en italiensk by (og kommune) i regionen Sicilien i Italien, med omkring 11.485(2023) indbyggere.  